# محمد آل قاسم
محمد آل قاسم لاعب كرة قدم سعودي و يلعب في مركز حارس مرمى و يلعب حالياً مع نادي بيشة.

## مسيرة اللاعب
كانت بداياته مع نادي مضر في القطيف و وقع مع نادي الفيصلي في عام 2012 و انتقل في عام 2016 إلى نادي الجبلين و وقع مع نادي الخلود في عام 2017 و انتقل بعدها إلى نادي بيشة .